# Šmihel pri Žužemberku
Šmihel pri Žužemberku – wieś w Słowenii, w gminie Žužemberk. W 2018 roku liczyła 117 mieszkańców.